# ナゴルノ・カラバフ紛争の歴史
ナゴルノ・カラバフ紛争（ナゴルノ・カラバフふんそう）は、アルメニアとアゼルバイジャンの間で、2023年まではアルメニア人が主に居住していたナゴルノ・カラバフ地域と、第一次ナゴルノ・カラバフ戦争で避難するまでアゼルバイジャン人が主に居住した周辺7県の紛争を巡る民族・領土紛争である。ナゴルノ・カラバフ地域および周辺7県は国際的にアゼルバイジャン領と認められていたが、1991年から2023年までは同国より独立を宣言したアルメニア人国家「アルツァフ共和国」が実効支配していた。
紛争の起源は20世紀初頭に遡るが、現在の紛争は1988年にカラバフ・アルメニア人がソ連のアゼルバイジャンからソ連のアルメニアへのカラバフの移管を要求したことに始まる。1990年代前半に本格的な戦争に発展し、1994年に停戦が成立した。その後20年間は低強度紛争の状態が続き、2016年4月の4日間の戦いは、2020年の紛争まで最も死者を出した停戦違反となった。
2020年に再び本格的な戦争に発展し、11月10日の三者間停戦合意により暫定的な休戦が成立し、これにより第一次ナゴルノ・カラバフ紛争でアゼルバイジャンが失った領土のほとんどがアゼルバイジャンの支配下に置かれることになった。アゼルバイジャン大統領イリハム・アリエフは、こうして紛争は終結したと主張したが、停戦合意の後、2021年5月以降、アルメニアとアゼルバイジャンの国境危機が起こり、双方から死傷者が続出することとなった。2023年9月、アゼルバイジャンは「対テロ作戦」の名目でアルツァフ共和国に大規模な軍事攻勢を仕掛けた。アルツァフ共和国は降伏し、ナゴルノ・カラバフに居住していたアルメニア人は殆どがアルメニアに避難した。アゼルバイジャンはナゴルノ・カラバフ全土を平定し、紛争は解決へと向かった。
この間、2022年ロシアのウクライナ侵攻があり、南コーカサス地域に武器の供給などで影響力を保持してきたロシアが存在感が低下。代わりに2025年にアメリカ合衆国大統領に再任したドナルド・トランプが介入を開始。2025年8月8日、アメリカのホワイトハウスにて、アルメニア、アゼルバイジャン両国首脳が出席して和平協定の調印式が行われ、長年の紛争に終止符が打たれることとなった。

## 背景
紛争の近代的段階は1988年2月に始まった。ソ連国勢調査（1979年） によると、ナゴルノ・カラバフ以 外のアルメニアには160,841 人のアゼリ人が、アゼルバイジャン には352,410人のアルメニ人が住 んでいた。ソ連国勢調査（1989年） では、これらの少数民族が減少し、 アルメニアに84,860人、ナゴルノ・カ ラバフ以外のアゼルバイジャンに 245,045人が住んでいることが示された。1989年のソビエト連邦解体時に、ナゴルノ・カラバフ地方ではアルメニア人とアゼルバイジャン人の民族的緊張が高まった。2017年現在、両者の世論は「ますます凝り固まり、好戦的で妥協しない」と指摘されている。このような状況において、長期的には緊張を低下させるかもしれない相互譲歩は、短期的には国内の安定と支配エリートの生存を脅かし、それゆえ妥協の可能性をほとんど残さない可能性がある。

## 年表

### 第一次ナゴルノ・カラバフ戦争 (1988–1994)

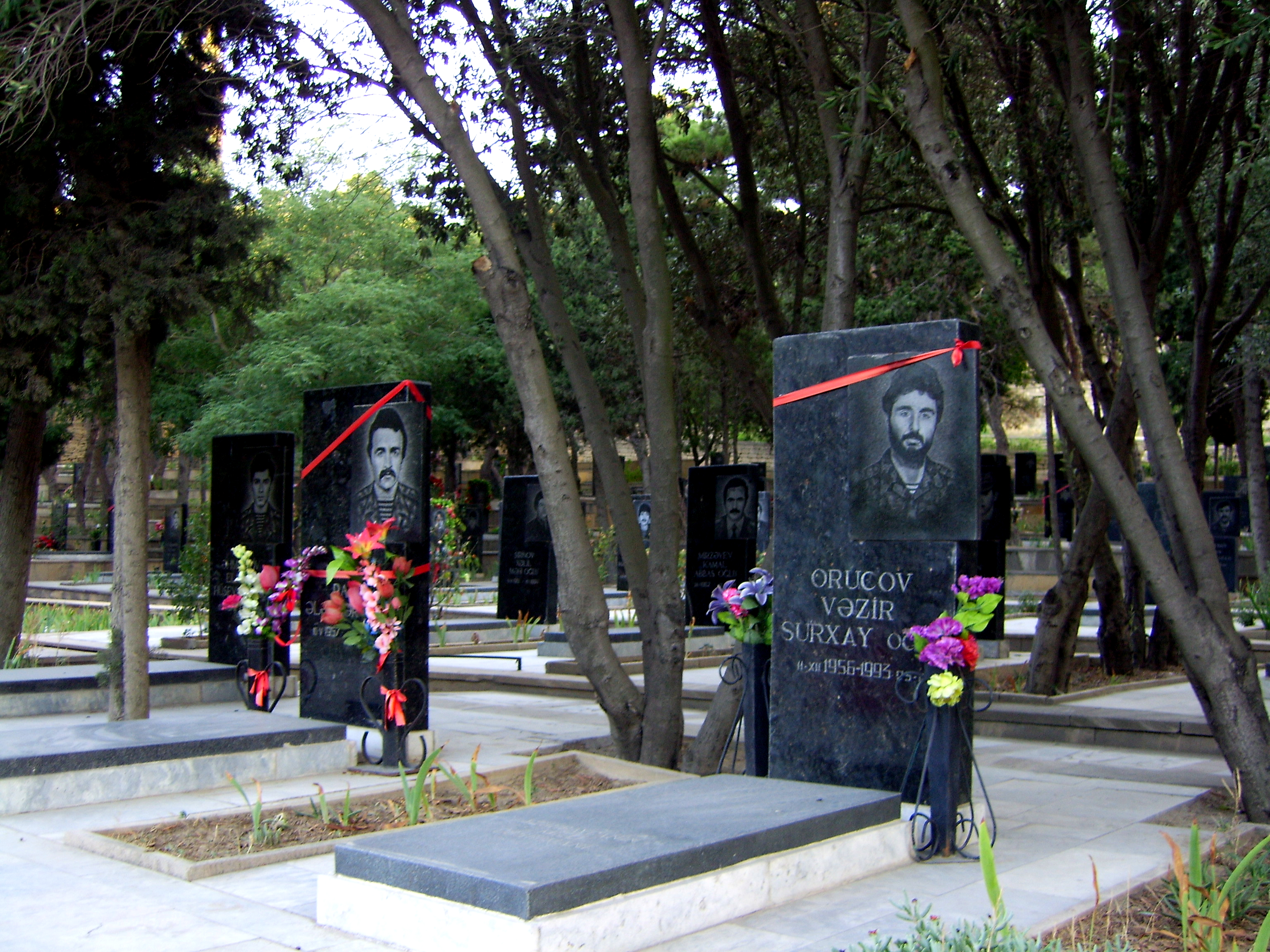
アゼルバイジャン兵士の墓

第一次ナゴルノ・カラバフ戦争は、アルメニアとナゴルノ・カラバフではアルサフ解放戦争とも呼ばれ、1980年代後半から1994年5月まで、アゼルバイジャン南西部のナゴルノ・カラバフの飛び地で、アルメニア共和国をバックにしたナゴルノ・カラバフの多数民族アルメニア人とアゼルバイジャン共和国の間で行われた武力衝突である。戦争が進むにつれ、旧ソビエト連邦構成国のアルメニアとアゼルバイジャンは、アゼルバイジャンがナゴルノ・カラバフの分離主義運動を抑制するために、カラバフ山麓で長期にわたる戦闘に巻き込まれることになった。
同地域の議会はアルメニアとの統一に賛成していた。アゼルバイジャン系住民がボイコットしたのに住民投票が行われ、有権者の多くが独立に賛成した。1988年に新たに始まったアルメニアとの統一要求は、比較的平和的に始まった。ソビエト連邦の崩壊が近づくにつれ、アルメニア人とアゼルバイジャン人の緊張が次第に高まり、暴力的な対立に発展した。アルメニア人とアゼルバイジャン人は、互いに相手が行った民族浄化やポグロムを主張した。

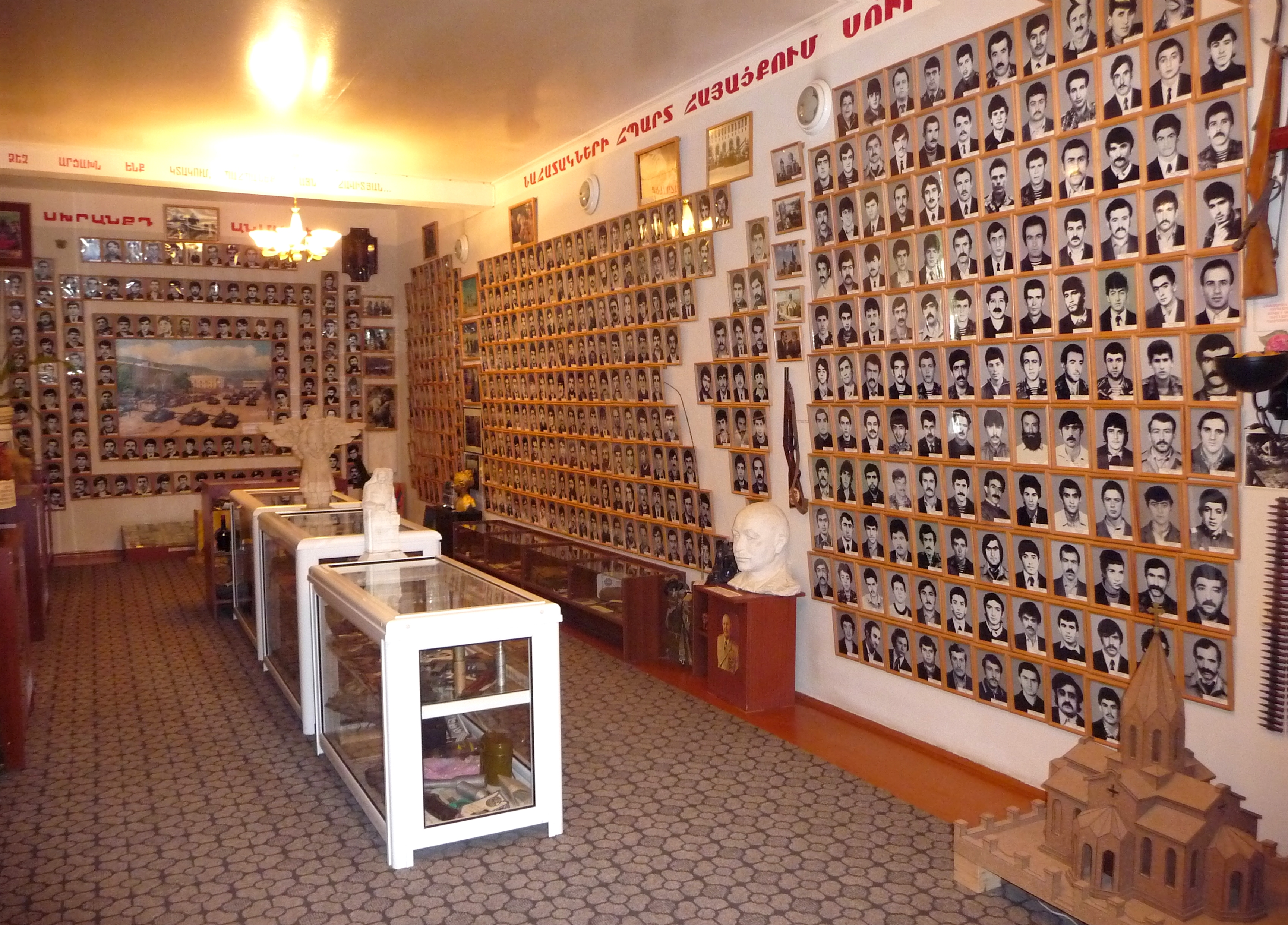
ナゴルノ・カラバフのステパナケルトで倒れたアルメニア兵の写真

1988年2月20日、アゼルバイジャンのナゴルノ・カラバフ自治州（NKAO）の議会がアルメニアとの統一を決議した直後、両者の民族間衝突が勃発した。ソビエト連邦の解体という状況は、ソビエト連邦のアゼルバイジャンにおけるアルメニア人分離主義運動を促進させた。アゼルバイジャンからの分離独立宣言は、土地に関する領土紛争の最終的な結果であった。アゼルバイジャンがソ連からの独立を宣言し、飛び地の政府が持っていた権力を排除したため、アルメニア人の多数派はアゼルバイジャンからの分離独立を決議したのである。その際、彼らは未承認のナゴルノ・カラバフ共和国を建国した。
1992年の冬の終わり頃、本格的な戦闘が始まった。欧州安全保障協力機構（OSCE）などによる国際的な調停も失敗に終わった。1993年春、アルメニア軍は飛び地以外の地域を占領し、周辺国の参戦を呼び起こすことになった。1994年の戦争終結までに、アルメニア人は飛び地の大部分を完全に支配し、飛び地以外のアゼルバイジャンの領土の約9％を保有し、現在も支配している。紛争の結果、アゼルバイジャンから23万人のアルメニア人、アルメニアとカラバフから80万人のアゼルバイジャン人が避難し、アルメニアとカラバフはアゼルバイジャン人から、アゼルバイジャンはアルメニア人から浄化されることになった。1994年5月にロシアの仲介で停戦が成立し、外交調停に至った。
だが1994年の停戦後、いくつかの衝突が発生した。

### 国境紛争 (1994–2020)

1994年の停戦後の地域の状況

2008年のマルダケルト衝突は、2008年のアルメニア選挙抗議デモの後、3月4日に始まった。ナゴルノ・カラバフ紛争地域をめぐるアルメニア軍とアゼルバイジャン軍の衝突は、第一次ナゴルノ・カラバフ戦争後の1994年の停戦以来、最も激しいものであった。
アルメニアの情報局は、アゼルバイジャンがアルメニアで進行中の不安を利用しようとしていると非難した。アゼルバイジャンの情報局は、アルメニア政府がアルメニア国内の緊張から注意をそらそうとしていると主張して、アルメニアを非難した。
この事件を受けて、3月14日の国連総会では、賛成39、反対7の賛成多数で、アゼルバイジャンの占領地からすべてのアルメニア軍の即時撤退を要求する決議62/243が採択された。

#### 2010年の衝突
2010年のナゴルノ・カラバフの衝突は、2月18日にアゼルバイジャン軍とカラバフ・アルメニア軍を分断する接触線上で起こった散発的な銃撃の応酬であった。アゼルバイジャンは、アルメニア軍がタップ・カラコユンル、クズロバ、カパンル、ユシフカンル、カヴァヒルリ村付近及びアグダムラヨンの高地でアゼルバイジャンの陣地に狙撃を含む小銃による銃撃を行ったと非難した。その結果、アゼルバイジャン人兵士3名が死亡、1名が負傷した。
2010年のマルダケルト衝突は、第一次ナゴルノ・カラバフ戦争を終結させた停戦協定に対する一連の違反行為である。アゼルバイジャンと、未承認ながら事実上の独立国であるナゴルノ・カラバフ共和国のアルメニア軍を分断する接触線を挟んで行われたものである。双方は、相手が停戦体制に違反していると非難した。1994年から続く停戦体制に対するこの2年間で最悪の違反行為であり、アルメニア軍には2008年3月のマルダケルト衝突以来最も多くの死傷者が出た。
2008 年から 2010 年の間に、74 人の兵士が両側で殺された。 

#### 2011–2013 戦闘継続
2011 年 4 月末、国境での衝突によりナゴルノ・カラバフの兵士 3 名が死亡、10 月 5 日にはアゼルバイジャン人兵士 2 名とアルメニア人兵士 1 名が殺害された。この年、アルメニア兵が 10 名死亡している。
翌年、4月下旬から6月上旬にかけて、アルメニアとアゼルバイジャンの軍隊による国境衝突が発生した。この衝突により、アゼルバイジャン人兵士 5 名とアルメニア人兵士 4 名が死亡した。2012 年通年では、アゼルバイジャン兵 19 名、アルメニア兵 14 名が殺害された。別の報告書では、アゼルバイジャン人の死者数は20人とされている。
2013年を通じて、国境での衝突でアゼルバイジャン兵12名、アルメニア兵7名が死亡している。

#### 2014 年の衝突とヘリコプターの撃墜
2014 年には国境で衝突が発生し、6 月 20 日までに双方で 16 人が死亡した。 
8 月 2 日、アゼルバイジャン当局は、NKO 軍との 3 日間の衝突で 8 名の兵士が死亡したと発表し、これは 1994 年の戦争以来、同国軍にとって最大の死者数となった。NKO側は死傷者の有無を否定し、アゼルバイジャン側は死者14人、負傷者多数と発表した。ナゴルノ・カラバフの地元当局によると、2008年以来最大の事件となり、少なくとも2人のアルメニア軍兵士が死亡した。翌日の夜にはさらに5人のアゼルバイジャン人部隊が死亡し、8月の衝突による死者は少なくとも15人に上った。この暴力事件を受けて、ロシアは強い声明を発表し、双方がこれ以上状況をエスカレートさせないよう警告した。
2014年8月5日までに、7月27日に始まった戦闘で、アゼルバイジャン兵14名、アルメニア兵5名が死亡した。国境での衝突で、年初から全体で27人のアゼルバイジャン人兵士が死亡している。
2014年7月の別の事件では、NKR国防軍は、部隊が接触線に侵入したアゼルバイジャンの破壊集団のメンバー1人を殺害し、2人を逮捕したと発表した。このグループは、アルメニア軍の動きやカルバチャール（ケルバジャール）の軍事施設や民間人居住地をスパイしていたことに加え、17歳のアルメニア人少年でジュメン村の住民であるスンバト・ツァカニヤンの殺害容疑で起訴されたのである。生き残ったメンバーは2人とも、アルメニアの裁判所から終身刑を言い渡されました。2015年7月、同チームが記録したビデオ映像が公開され、アルメニア国営テレビで放映された。
2014年11月12日、アゼルバイジャン軍がカラバフのアグダム地区上空でナゴルノ・カラバフ防衛軍 Mi-24 ヘリコプターを撃墜した。この事件で軍人3名が死亡した。アルメニア国防省は、同機は非武装であるとし、撃墜は「前例のない挑発行為」であるとした。アゼルバイジャン当局は、ヘリコプターがアゼルバイジャン軍の陣地を「攻撃しようとした」と主張した。アルメニア当局は、アゼルバイジャンは「重大な結果」に直面すると表明した。今回の墜落で、2014年は1994年の停戦合意以降、アルメニア軍にとって最も死者の多い年となり、アゼルバイジャン側の死者34人に加え、兵士27人が死亡した。また、2014年には6人のアルメニア人民間人が死亡し、年末までにアゼルバイジャン人の死者数は39人（兵士37人、民間人2人）に上った。

#### 2015年の散発的な戦闘
2015 年には、国境での衝突が続いたため、42 人のアルメニア兵と 5 人の民間人が殺害されました。 さらに、少なくとも64人のアゼルバイジャン兵士も死亡した。  
散発的な戦闘は主に1月、6月、8月、9月、11月、12月に行われた。
アゼルバイジャンは長年にわたり、現状に不満を募らせていた。石油とガスに後押しされ、アゼルバイジャンは軍備増強に乗り出した。2015年だけで、バクーは30億ドルを軍事費に費やしたが、これはアルメニアの国家予算全体よりも多い。

#### 2016 年初頭の衝突
2016年1月から2月にかけて、ナゴルノ・カラバフ国境での戦闘でアルメニア兵4名、アゼルバイジャン兵4名が死亡した。2016年最初の犠牲者は、ナゴルノ・カラバフの兵士Aramayis Voskanianで、接触線の東方向で従軍中にアゼルバイジャンの狙撃により死亡した。2 月中旬には、ヴァズゲナシェンのアルメニア人牧夫、ハコブ・ハンバルツミ ャンがアゼルバイジャンの狙撃兵に殺害された。3 月、アゼルバイジャンとアルメニアの国境沿いの衝突で、アゼルバイジャン人 兵士 2 名とアルメニア人兵士 1 名が殺害された。

#### 2016年の4月紛争
2016年4月1日から5日にかけて、ナゴルノ・カラバフ前線での激しい戦闘により、アルメニア兵88名、アゼルバイジャン兵31～92名の死者が出ました。また、アルメニア人兵士1名とアゼルバイジャン人兵士3名が行方不明となった。また、民間人10人（アゼルバイジャン人6人、アルメニア人4人）が死亡した。この衝突で、アゼルバイジャン軍のヘリコプター1機と無人機13機が撃墜され、アゼルバイジャンの戦車1台が破壊され、ナゴルノ・カラバフは戦車14台を失った。

#### 2016 年から 2017 年にかけて新たに発生した国境紛争
2016年4月8日から6月16日にかけて、散発的な戦闘が発生し、アルメニア兵14名とアゼルバイジャン兵3名が死亡し、アゼルバイジャン民間人1名も死亡した。2016年10月5日、アルメニア砲が接触線上のアゼルバイジャン陣地を砲撃し、アゼルバイジャン兵1名が殺害された。2016 年 10 月 11 日、接触線上の小競り合いでアルメニア兵 1 名が死亡した。11 月 15 日、接触線上でアゼルバイジャン兵 1 名が殺害された。11月27日、アゼルバイジャン軍は、接触線を越えてきたアルメニア軍のドローンを撃墜したと報告した。
2017年2月6日、アゼルバイジャン軍との戦闘でナゴルノ・カラバフ兵1名が死亡した。2017年2月8日、接触線沿いのアゼルバイジャン軍との銃撃戦でナゴルノ・カラバフ兵士1名が死亡、1名が負傷した。2017年2月24日、アゼルバイジャン軍はタリシュ村付近のアルメニア軍陣地を大砲で砲撃した。翌日、同地域でアルメニア軍に接近したアゼルバイジャン軍と大規模な銃撃戦が発生し、その後の交戦でアゼルバイジャン兵5名が殺害された。
2017年5月15日、アゼルバイジャン軍が発射した誘導ミサイルにより、カラバフのオサ防空システムが損傷または破壊された。2017年5月20日、アルメニア兵がアゼル軍との銃撃戦で死亡、アゼルバイジャン軍はこの行動で対戦車擲弾筒と60mm迫撃砲を利用した。2017年5月26日、ナゴルノ・カラバフの兵士がアゼルバイジャン軍との小競り合いで、迫撃砲と手榴弾の発射を利用して殺害された。2017年6月16日、ナゴルノ・カラバフ兵3名がアゼリ軍に殺害された。2017年6月22日、4人のアゼリ軍兵士がナゴルノ・カラバフ軍兵士に殺害された。2017年7月4日、アルメニア軍による砲撃の結果、アゼリ人女性とその2歳の孫が殺害された。2017年7月10日、アゼルバイジャン軍による砲撃でナゴルノ・カラバフ兵士が殺害された。2017年7月25日、アゼルバイジャンは、アルメニアのUCAVから投下された弾薬により、兵士1人が負傷したと主張した。2017年8月31日、アゼルバイジャン軍陣地はアルメニア軍陣地から発砲、砲撃された。アルメニア軍は大口径の機関銃を使用していた。

#### 2018年の衝突
2018年1月7日、ナゴルノ・カラバフの兵士が接触線付近でアゼルバイジャンの狙撃兵に殺害された。2018年2月7日、ナゴルノ・カラバフ兵士がアゼルバイジャンの銃撃により死亡した。2018年3月29日、ナゴルノ・カラバフの地雷除去作業で民間人ボランティア3名が殺害された。2018年4月9日、ナゴルノ・カラバフの兵士がアゼルバイジャンの砲撃により殺害された。2018年6月10日、ナゴルノ・カラバフ兵士がアゼリ軍との銃撃戦で死亡した。2018年9月、アルメニア軍の兵士が国境ポストに勤務中、アゼル軍の銃撃により死亡した。同月、ナゴルノ・カラバフ軍兵士2名がアゼルバイジャン軍に殺害された。

#### 2020年の衝突
2020 年 7 月には、タブシュ近郊でさらなる衝突が発生しました民間人 1 人を含むアゼリ人 13 人とアルメニア人 5 人が死亡した。 
9 月 16 日の小規模な国境の小競り合いで、アルメニア兵 1 人が死亡した。  5 日後、アゼルバイジャンの兵士が死亡した。 

### 第二次ナゴルノ・カラバフ戦争 (2020年)
9月27日、ナゴルノ・カラバフで深刻な衝突が再燃し、アルメニアは戒厳令と動員を宣言した. 同じ日に、アゼルバイジャンの議会は戒厳令を宣言し、衝突に続いていくつかの都市と地域で夜間外出禁止令を確立した. 死傷者数に関しては、衝突は 1994 年の停戦以来最悪であり、国際社会に警鐘を鳴らした。 

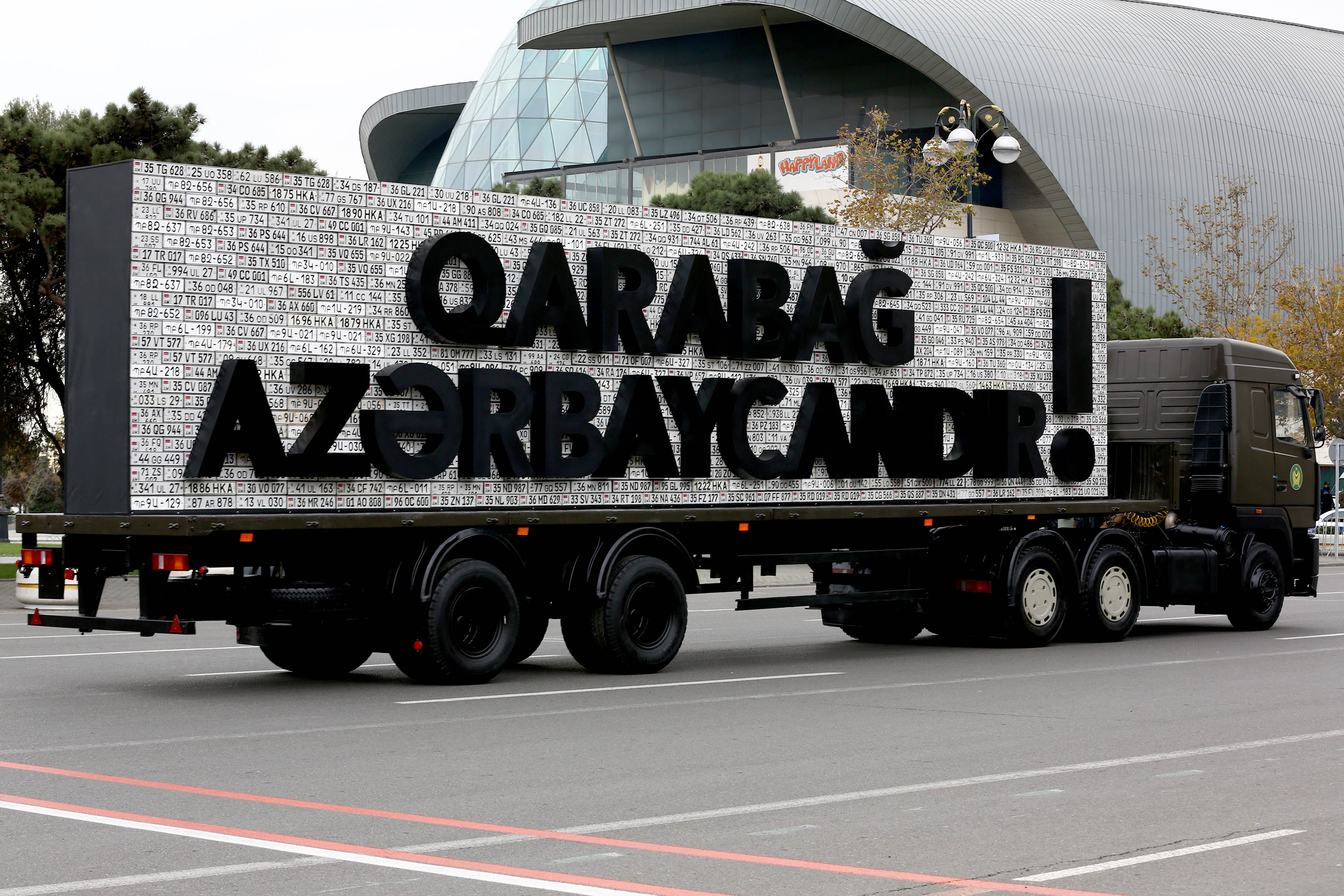
12 月 10 日のバクー勝利パレードで「カラバフはアゼルバイジャン」というスローガンを掲げたトラック。パレードは、2020年の紛争でのアゼリの勝利を記念して開催されました。

11 月 10 日に 44 日間の戦闘が終わり、ロシアが仲介した和平協定が結ばれた（2020年ナゴルノ・カラバフ停戦協定）。アルメニア軍は、旧ソ連のナゴルノ・カラバフ自治州以外のすべての占領地域をアゼルバイジャンに返還することに同意し、ロシアの平和維持軍はナゴルノ・カラバフとアルメニアを隔てるラチン地域の安全な通過を保証した。 

### 現在の国境危機（2021年～現在）
2021年5月12日、アゼルバイジャンの兵士がシュニクとゲガルクニクでアルメニアに数キロメートル侵入し、アルメニア領の約41平方キロメートルを占拠し、国境危機が発生した。アゼルバイジャンは、欧州議会、米国、フランス（OSCEミンスクグループの3つの共同議長のうちの2つ）が、国際的に認められたアルメニア領土から軍を撤退させるよう求めたにもかかわらず、撤退していない。
2021年7月、危機はさらにエスカレートし、アルメニアとナフチバンの国境で衝突が発生した。その後、衝突はGegharkunik-Kalbajar地域に広がり、双方から死傷者が出たと報告されている。2021年11月17日、南コーカサス関係代表部のマリナ・カルジュランド議長、欧州議会のアルメニア担当常任報告者アンドレイ・コヴァチェフ、欧州議会のアゼルバイジャン担当常任報告者ゼリヤナ・ゾフコによる共同声明は、アゼルバイジャンが2021年11月16日に開始した軍事作戦を2020年の停戦合意以来これまでで最悪の違反であると指摘した。
2022 年 8 月に衝突が再開され、3 人が死亡し、ロシアはアゼルバイジャンが停戦を破ったと非難した。 
9月にもアゼルバイジャン軍がアルメニアを攻撃し、3日間の攻撃と占拠で、およそ300人が死亡し、数十人が負傷したとされた(2022年アゼルバイジャン・アルメニア軍事衝突)。

### 2023年の衝突
アゼルバイジャンが2023年9月19日から9月20日にかけて、「対テロ作戦」と称しナゴルノ・カラバフ共和国の残存領土へ侵攻を開始。戦闘は24時間続き20日に終結。ナゴルノ・カラバフ共和国は武装解除に合意し、アゼルバイジャンはナゴルノ・カラバフの主権回復を宣言。ナゴルノ・カラバフが事実上降伏する形となった。アゼルバイジャンとの協議の結果、9月28日、ナゴルノ・カラバフのサンベル・シャフラマニャン大統領が2024年1月1日をもってナゴルノ・カラバフ共和国の全国家機関を解散する法令に署名し、ナゴルノ・カラバフ共和国が消滅することとなった（ただし国家解散は後に撤回している）。
こうして30年以上にわたって続いたナゴルノ・カラバフをめぐる紛争は一夜にして大きな転換点を迎えた。

### 2023年の衝突以降

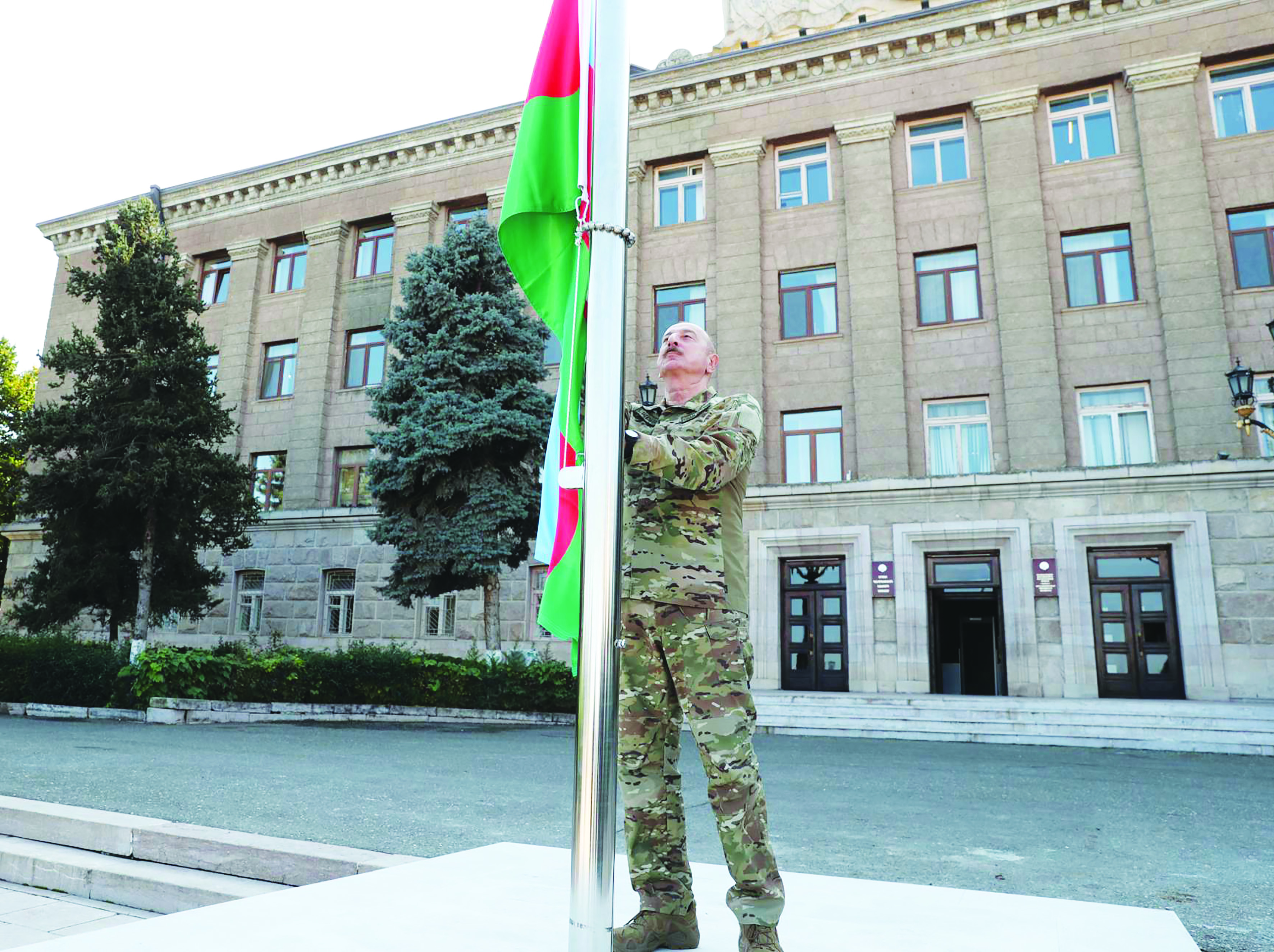
ステパナケルト（ハンケンディ）のアルツァフ共和国大統領府前の国旗掲揚台にアゼルバイジャン国旗を掲揚するアゼルバイジャンのイルハム・アリエフ大統領（2023年10月15日）

2023年10月15日、アゼルバイジャンのアリエフ大統領はナゴルノ・カラバフを訪問し、ステパナケルトの旧アルツァフ大統領府前にアゼルバイジャン国旗を掲げた。17日、アリエフはナゴルノ・カラバフ問題の解決を宣言した。
2024年5月24日、アルメニアとアゼルバイジャン間の和平交渉により、アルメニアが占領していたアゼルバイジャン領ガザフ県の4集落が返還された。

### 2025年和平合意
2025年3月13日、アルメニアとアゼルバイジャンはナゴルノ・カラバフ紛争終結に向けた和平協定の締結で合意した。さらに両国の和平にアメリカ合衆国のドナルド・トランプ大統領が介入して同年8月8日、アルメニアとアゼルバイジャンの首脳がホワイトハウスで和平協定を締結した。協定ではアルメニア領をはさんで分断されているアゼルバイジャンの領土間に、アメリカが「国際平和と繁栄のためのトランプ・ルート」と呼ぶ東西の回廊を整備する計画が盛り込まれた。

## 死亡者数

### 1988–1994
アルメニア軍の死者は 5,856～6,000 人、アルメニア民間人は 1,264 人と報告された。さらに 196 名のアルメニア人兵士と 400 名の民間人が行方不明となった。アーツァフ戦争行方不明兵親族連合によると、2014年現在、239人のカラバキ人兵士が公式に行方不明となっている。
アゼルバイジャンは自国兵士の死者数を11,557人と発表したが、欧米やロシアはアゼルバイジャン側の戦闘員の死者数を25,000～30,000人と推定している。また、アゼルバイジャン兵 4,210 人と民間人 749 人が行方不明となっている。紛争で死亡したアゼルバイジャン人民の総数は不明だが、1992年のある日、ナゴルノ・カラバフ共和国軍によって167～763人が死亡している。

### 1994年～2019年
正確な犠牲者の数は存在しないが、1994年から2009年の間に、兵士を中心に3,000人もの人々が犠牲になったというのが大方の見方であった。2008年、戦闘はより激しく、頻繁に行われるようになった。2014年には72人が死亡し、この年は戦争が終わって以来最も血生臭い年となった。2年後の2016年4月1日から5日にかけて、ナゴルノ・カラバフ戦線での激しい戦闘により、アルメニア兵91人（非戦闘員11人）、アゼルバイジャン兵94人が死亡し、2人が行方不明となった。また、民間人15名（アルメニア人9名、アゼルバイジャン人6名）が殺害された。
アゼルバイジャンは、1994年から2020年の紛争開始直前の9月までの間に、自国兵士398名と民間人31名が殺害されたと述べています。これに対し、カスピ海防衛研究所NGOは、1994年から2016年の間にアゼルバイジャン兵士1,008人、民間人90人以上が殺害されたと報告した。
| 年     | アルメニア                    | アゼルバイジャン            | 合計                            |
| ------ | ----------------------------- | --------------------------- | ------------------------------- |
| 2008年 | なし                          | なし                        | 兵士30人                        |
| 2009年 | なし                          | なし                        | 19 兵士                         |
| 2010年 | 7 兵士                        | 兵士18名                    | 兵士25名                        |
| 2011年 | 10 兵士                       | 兵士 4 人以上、 民間人 1 人 | 兵士 14 人以上、民間人 1 人     |
| 2012年 | 兵士14名                      | 兵士20人                    | 34 兵士                         |
| 2013年 | 兵士7人                       | 12人の兵士                  | 19 兵士                         |
| 2014年 | 兵士27名、民間人6名           | 兵士37名、民間人2名         | 兵士64名、民間人8名             |
| 2015年 | 兵士42名、民間人5名           | 64人の兵士                  | 兵士77名、民間人5名             |
| 2016年 | 108–112 人の兵士 9 人の民間人 | 兵士109名民間人6名          | 217–221 人の兵士、15 人の民間人 |
| 2017年 | 22人の兵士                    | 19 兵士                     | 兵士41人                        |
| 2018年 | 兵士5～7人                    | 兵士6人                     | 兵士11～13人                    |
| 2019年 | 兵士4人                       | 兵士 6 人以上               | 兵士10人以上                    |

### 2020年
2カ月にわたる2020年の戦闘では、兵士を中心に数千人が死亡したが、200人近い市民も犠牲になった。
2020年1月から9月にかけて、散発的な衝突でアゼルバイジャン兵16名、アルメニア兵8名、アゼルバイジャン民間人1名が死亡した。2020年9月27日、新たな大規模戦争が勃発し、11月10日まで続いた。アゼルバイジャンによると、この戦闘でアゼルバイジャン人兵士 2,906 名と民間人 100 名が死亡し、軍人 6 名が行方不明となった。アルメニア当局は、戦闘によりアルメニア兵3,825人と民間人85人が死亡し、軍人187人と民間人21人が行方不明になっていると発表した。さらに、シリア人権監視団は、アゼルバイジャンのために戦った541人のシリア人傭兵の死亡を記録した。また、国境付近のアルメニア領空を飛行中のヘリコプターがアゼルバイジャンに誤って撃墜され、ロシア兵2名が死亡した。さらに、アルメニアによるガンジャ市へのミサイル攻撃で、13歳のロシア市民が死亡した。
終戦後、年末までにこの地域での衝突と地雷の爆発で、さらに 11 人のアゼルバイジャン兵士、6 人のアゼルバイジャン民間人、1 人のロシアの平和維持軍が死亡した。    

### 2021–2022
2021年、アゼルバイジャンの民間人12名と兵士2名が地雷の爆発により死亡した。また、国境地帯での銃撃戦により、アルメニア兵 17 人とアゼルバイジャン兵 10 人が死亡し、アルメニア兵 38 人が捕虜となった。捕虜となったアルメニア兵のうち28人は、その後釈放された。
2022年、3月25日にナゴルノ・カラバフでアゼルバイジャンの無人機による攻撃があり、アルメニア兵3名が死亡、14名が負傷した。

## 外国の関与

### 国々

#### ロシア

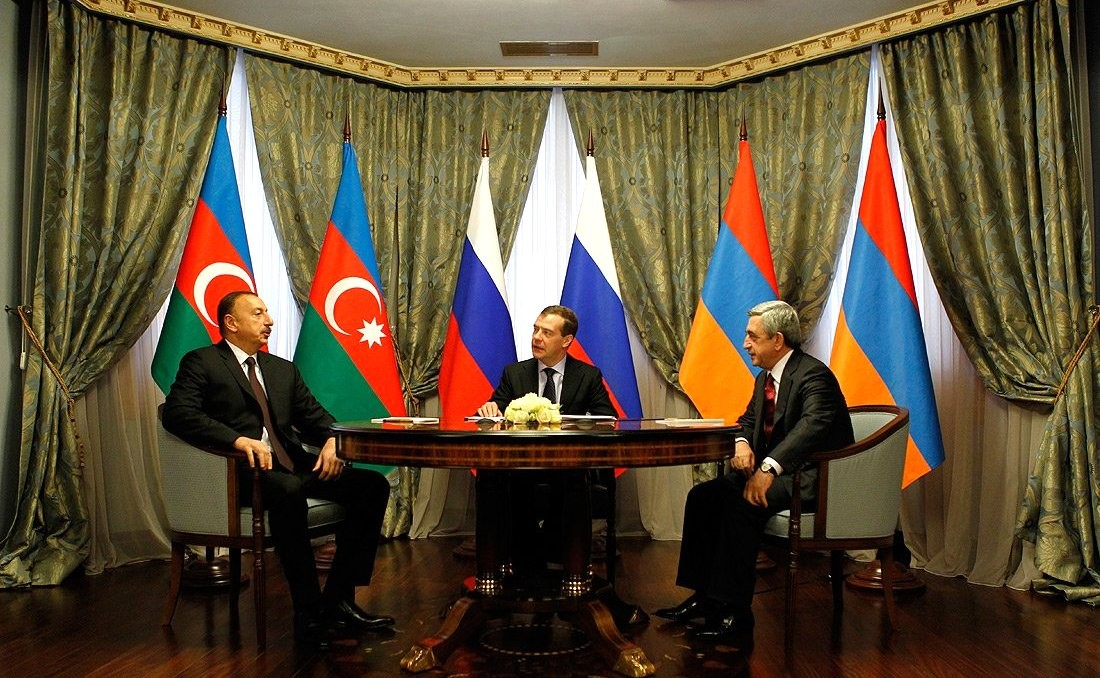
2012 年 1 月 23 日のアゼルバイジャン大統領イルハム アリエフ、ロシア大統領ドミトリー メドベージェフ、アルメニア大統領セルジ サルグシアン

ロシアは公式には中立であり、仲介役としての役割を果たそうとしている。公式声明の中で、ロシアは平和的解決と小競り合いの際の自制を呼びかけている。英国のジャーナリスト、トーマス・デ・ワール氏は、ロシアが「一貫してアルメニア側を支持してきた」というアゼルバイジャンのシナリオが存在すると主張している。デ・ワール氏によれば、ロシアは「よりアルメニア側を支援してきた」が、様々な「異なる時期に異なるロシアのアクターがこの紛争の両側を支援してきた」のである。エリツィン大統領は、"アルメニア側が敗北するのを見たくはなかったが、あまり多くの武器を供給することも望まなかった "と主張している。デワールは2012年に、"ロシアは（中略）両者を演じている "が、"最終的にはアルメニア側をより重視している "と結論づけた。他のコメンテーターも、ロシアはこの紛争で両方の側を演じていると主張している。スヴァンテ・コーネルは2018年に、ロシアは "アルメニアとアゼルバイジャンの紛争で両者を最大限に支配するために両者を演じており、その政策は今日まで続いている "と主張しました。
戦争中、「ロシアはアルメニアの立場を支持していると広く見なされていた。この認識の多くは、ロシアが軍事支援をアルメニアに移したという事実に由来している."  Razmik Panossianによると、ロシア軍は「武器、燃料、兵站支援の供給」によってアルメニア側を間接的に支援した. ロシアは約10億ドル相当の武器を供給し、「アルメニアの勝利に極めて重要な貢献をした」.  de Waal によれば、「アルメニア人に対するロシアのより大きな支援」は、アルメニア人の勝利の背後にある主な要因の 1 つでした。  De Waal は次のように述べている。 
戦後、ロシアはアルメニアの主要な武器供給国であり、両国は軍事同盟を結んでいる。ロシアは紛争におけるアルメニアの支援国とされることもあるが、ロシアはアゼルバイジャンに広く武器を販売しているため、この見方は広く否定されている。同時に、アルメニアはロシアの兵器を割引価格で購入し、アゼルバイジャンは正規の価格を支払っている。

#### トルコ

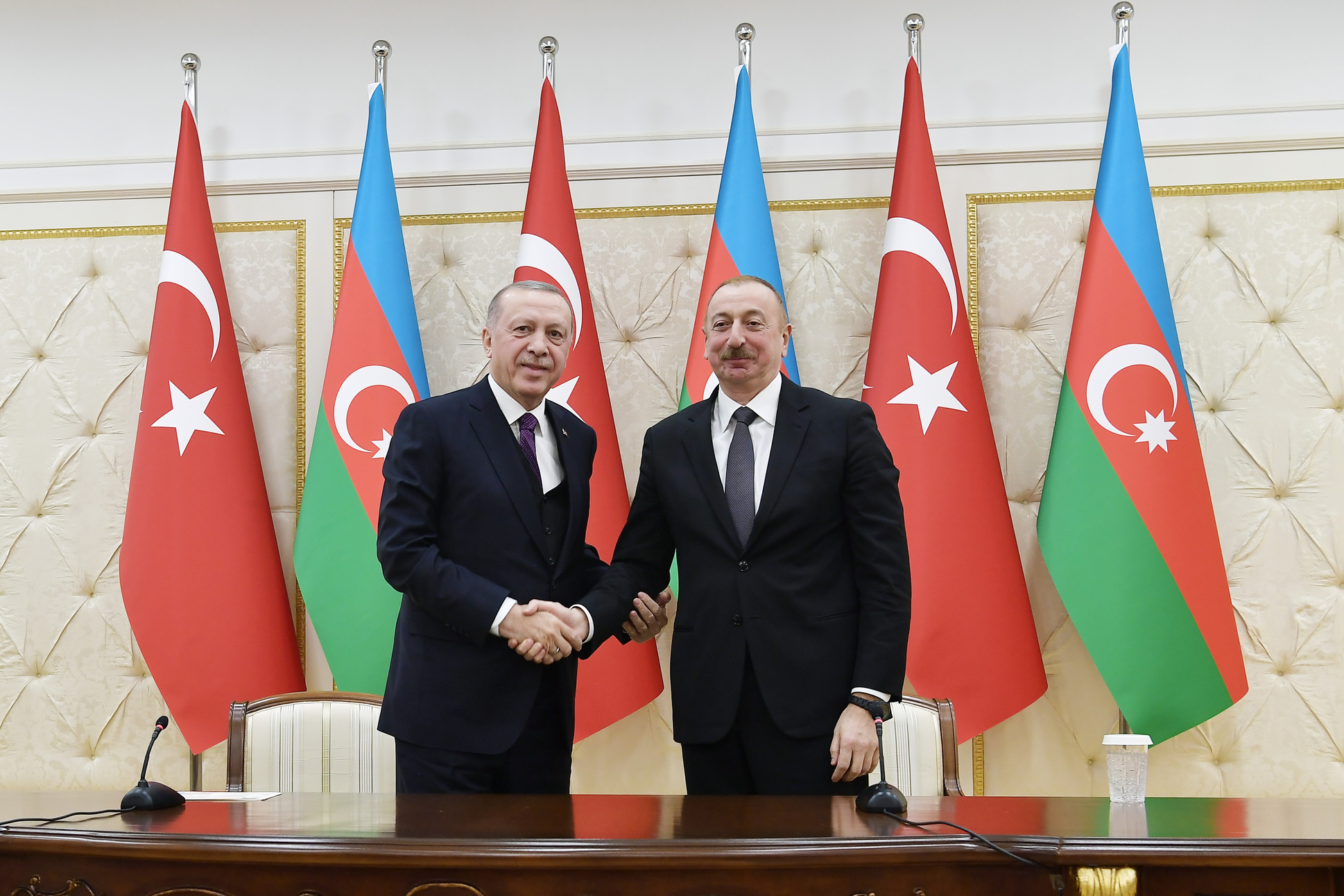
イルハム・アリエフとトルコのレジェップ・タイイップ・エルドアン大統領、2020 年 2 月 25 日

トルコは、この紛争におけるアゼルバイジャンの主要な支援国と広く見なされている。スヴァンテ・コーネルは1998年に、トルコは「アゼルバイジャンへの支援を常に表明している唯一の国」であると書いている。トルコは戦争中、アゼルバイジャンに「積極的な軍事支援」を行った。トルコは外交面でもアゼルバイジャンを支援している。トルコ軍とアゼルバイジャン軍は広範に協力し、定期的に軍事演習を実施している。アゼルバイジャンはトルコから武器も購入している。
トルコは1993年4月、アルメニア軍がカルバジャルを占領した後、アルメニアとの国境を閉鎖した。それ以前は、国境は "要求に応じて、アルメニアへの人道支援（主に小麦の配送）の移送と、ソ連時代からトルコ・アルメニア国境を越えていた週一回のカルス・ギュムリ列車の運行のためにのみ "開かれていた。トルコはカラバフをめぐってアゼルバイジャンと連帯し、アルメニアとの国交正常化、国交樹立を繰り返し拒否してきた。

#### イラン
イランは公式には中立の立場をとっており、1992年を筆頭に仲介役を務めている。公式声明の中で、イランは平和的解決と小競り合いの際の自制を呼びかけている。同時に、イラン政府高官はアゼルバイジャンの領土保全への支持を繰り返し表明している。アッバス・アラグチ外務副大臣は2020年に、"アゼルバイジャン共和国の領土保全を尊重する一方で、イランはアゼルバイジャン共和国とアルメニアという近隣2カ国間の紛争を助長するような動きには基本的に反対する "と表明している。
戦時中、「イランは国内的に政策の考案に悩まされた」が、事実上、「公式の中立とアルメニアへの支援の拡大を組み合わせた政策を追求した」とスヴァンテ・コーネルは述べている。コーネルは、イランが「紛争においてアルメニアに傾倒した政策を追求した」と主張する。しかし、イランによるアルメニア側への暗黙の支援は、経済協力に限られていた。テルヒ・ハカラは 1998 年に「トルコへの地政学的対抗軸として、イランは特にトルコ封鎖の影響を緩和することでアルメニアを強く支援した」と指摘している。" コーネルは、戦争中、イランはアルメニアの「電力と物資の主な供給者としての役割を果たし、アルメニアによるカラバフの征服が完了すると、イランのトラックは分離独立派の飛び地のほとんどの必要品を供給し始めた」と指摘している。" バフルズ・バラエフによると、"イランはアゼルバイジャンの領土保全を支持し、（アゼルバイジャンの）難民に多少の人道支援を行ったが、その一方でアルメニアやカラバフのアルメニア当局にまで広く協力している "とある。ブレンダ・シェイファーは、"イランのアルメニアへの協力とカラバフをめぐるアゼルバイジャンとの紛争における黙認は、エレバンの実際の力と認識力を強化し、結果として紛争解決への切迫感を弱めたかもしれない "と記している。
2013年、戦争中にイスラム革命防衛隊（IRGC）の司令官だったモフセン・レザイー氏は、「アゼルバイジャン共和国軍に適切な装備を与え、必要な訓練を受けさせる命令を自ら発した[...]」と主張した。また、「カラバフ戦争では多くのイラン人が死亡した。イランに運ばれた負傷者に加え、カラバフ戦争の多くのイラン人殉教者はバクーに埋葬されている」と付け加えた。2011年、イランの有力聖職者であるハッサン・アメリは、イランがアゼルバイジャンに武器を提供し、アフガンのムジャヘディンがアゼルバイジャンに移動するのを助けたと主張した。在アルメニア・イラン大使館は、信頼性の低い情報がアルメニアとイランの友好関係に影響を与えることを望まないと述べた。"我々の友好関係を阻害することを目的とした勢力が存在する可能性を排除しない "と述べた。2020年10月、首都テヘランやタブリーズなどイランの都市でアゼルバイジャンを支持する複数の抗議デモが発生し、多くのイラン人アゼルバイジャン人が親アゼルバイジャンのスローガンを唱え、ノルドゥーズ国境越えによるイランのアルメニアへの武器支援の疑いに抗議している。

#### アメリカ

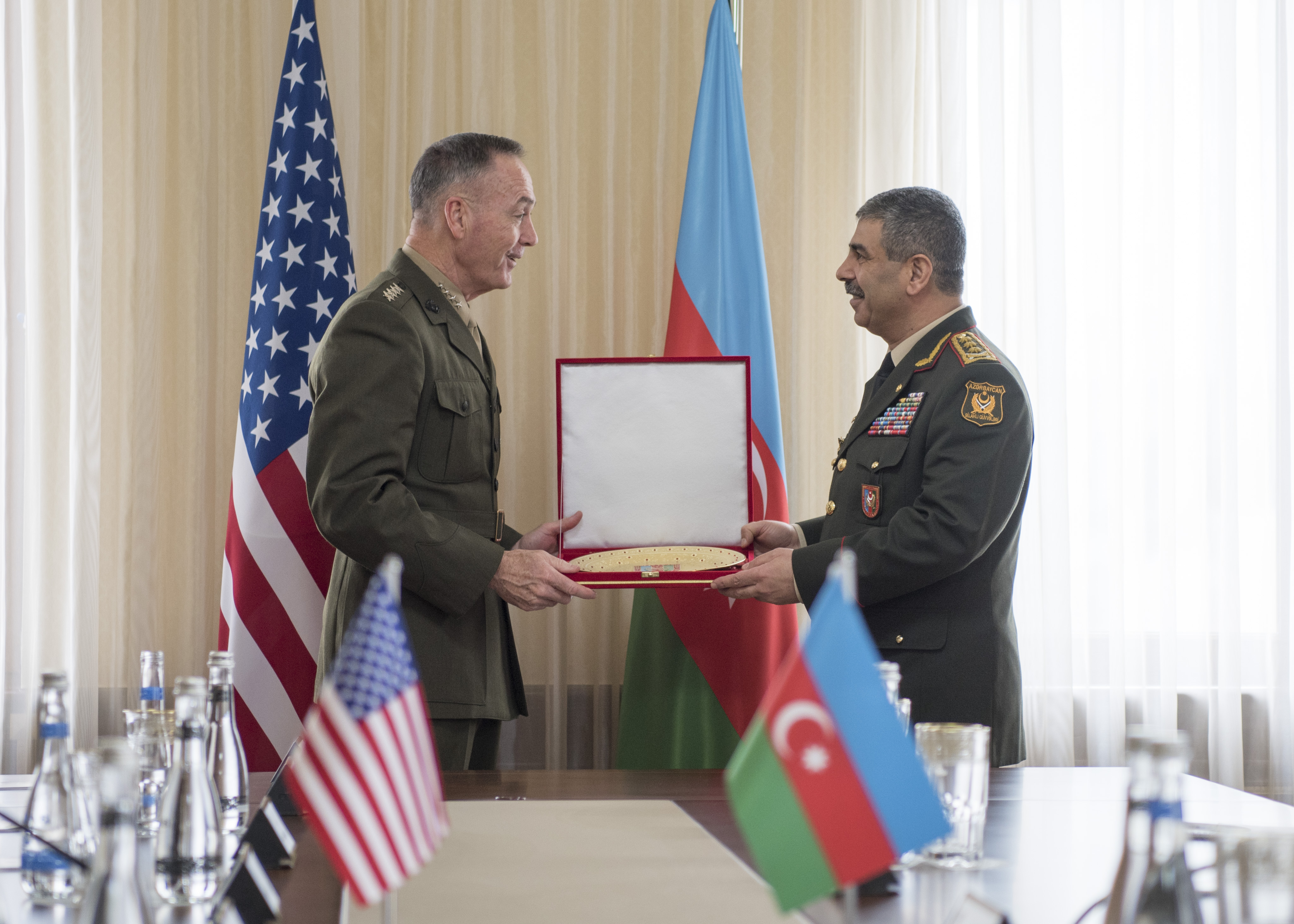
2017 年 2 月 16 日にアゼルバイジャンのザキル ハサノフ国防相と統合参謀本部議長のジョセフ ダンフォード

トーマス・アンブロジオは2000年に、米国は「アゼルバイジャンの領土保全を支持したが、アルメニアの領土回復主義政策を事実上支持する政策を実施した」と示唆した。セルゴ・ミコヤンは1998年に、この紛争に対するアメリカの対応は "立法府と行政府によって異なる方向に引っ張られ、一貫性がなかった "と主張した。議会はアルメニア・ロビーの影響下にあり、行政府（ホワイトハウスと国務省）は親アゼルバイジャン政策を追求し、それは「トルコの影響力と石油会社の利益を反映している」のである。リチャード・C・ロングワースとアーガム・デルハルトゥニアンも同様の見解を示している。
連邦議会の親アルメニア的立場は、1992年に自由支援法第907条を可決し、アゼルバイジャンへの援助を一切禁止することで表明された。2001年に上院で事実上修正され、2002年からはジョージ・W・ブッシュ大統領によって免除された。米国は両国に対して軍事援助を行っている。2005年から2016年にかけて、アゼルバイジャンは麻薬対策支援で850万ドル、テロ対策支援で1150万ドルを受け取った。同期間、アルメニアは麻薬対策支援に41,000ドル、テロ対策支援に0ドルを受け取っただけである。ユーラシアネットによると、"アゼルバイジャンへの資金の多くは、アルメニアに対して使用されるリスクを減らすために、海軍力を対象としている。"という。トランプ政権は、アゼルバイジャンに対する米国の軍事援助を、2016～17年度の年間300万ドル未満から、2018～19年度には約1億ドルに大幅に増額した。米国の援助は主に「イランへの圧力を強める米国の政策の文脈で提供され、アゼルバイジャンのイラン国境に焦点を合わせているが、アルメニアにも影響がある」とエミール・サナミャンは指摘する。2018年度、アルメニアは米国の安全保障支援として420万ドルを受け取った。
また、米国は地雷除去などの人道支援（1998年から2010年の間に約3600万ドル）をアルザフに対して行っている。この人道支援は、アゼルバイジャンから "占領地の違法な政権を正当化し、中立的な調停者である米国の評判を落とす "と批判されている。

### 武器供給者
1992 年、欧州安全保障協力機構（OSCE）は、"ナゴルノ・カラバフ地域で戦闘に従事する部隊への武器供与を禁 止するよう参加国に要請した。"とある。しかし、それは "多国間の自発的な武器禁輸であり、1992年以降、多くのOSCE参加国がアルメニアとアゼルバイジャンに武器を供給している"。1993年7月に成立した国連安保理決議85は、各国に対して "紛争の激化や領土の継続的な占領につながる可能性のある武器・弾薬の供給を控えること "を求めている。SIPRIによれば、「2002年以降、国連安保理は『積極的に問題を把握している』と記載しなくなった」。そのため、2002年以降、国連の非強制的な禁輸措置はもはや有効ではないと推測される。"

#### アルメニア
ロシアは長い間、アルメニアの主要な武器供給国であった。小規模な供給元としては、中国、インド、ウクライナ、ギリシャ、セルビア、ヨルダン（アルメニア国防省筋による、ヨルダンは否定）などがある。1992年3月、アゼルバイジャン議会のヤグブ・ママドフ議長は、シリアとレバノンがアルメニアに武器を供給していると非難した。

#### アゼルバイジャン
SIPRIによると、ロシアはアゼルバイジャンの兵器の55％を2007-11年に供給し、2010-14年には85％、2015-19年には31％を供給している。イスラエルは主要な供給国となっており、2015～19年のアゼルバイジャンの武器輸入の60％を占めている。アゼルバイジャンの他のサプライヤーは、トルコ、ベラルーシ、カナダ（トルコ経由）、ウクライナ、セルビア、チェコ（チェコ当局が否定）である。

### 外国人戦闘員
1992 年から 1994 年にかけての激しい戦闘の時期に、いくつかの外国のグループが両側で戦った。ヒューマン・ライツ・ウォッチ(HRW) によると、両陣営は戦争中に傭兵を使用した。つまりロシア、ウクライナ、ベラルーシの傭兵、またはソビエト/ロシア軍のならず者部隊が両側で戦った。 
アゼルバイジャン
アゼルバイジャンは傭兵パイロットを多用した。 HRW によると、「最も情報に通じたオブザーバーは、傭兵がアゼルバイジャンの空軍のほとんどを操縦していると信じている。」 
アゼルバイジャン側では、いくつかの外国人グループが戦った。チェチェン人武装勢力、アフガニスタンのムジャヒディーン、トルコの民族主義者グレイウルフのメンバー、ウクライナの民族主義者UNA-UNSOなどである。カラバフのチェチェン人武装勢力は、後にイチケリア（チェチェン）の首相となったシャミル・バサエフとサルマン・ラドゥイエフに率いられていた。バサエフは1992年のシュシャの戦いに参加したことで有名である。サウジアラビア出身のイブン・アル・カッタブも参加していたかもしれない。アフガニスタンのムジャヒディンは、アフガニスタンの首相グルブディン・ヘクマティアルが率いるヘズブ・エ・イスラミにほとんど所属していました。HRWによれば、彼らは「明らかに宗教的、思想的な理由によるものではなく」、従って傭兵であった。アフガニスタンのムジャヒディンの徴集は、準軍事警察長官ロブシャン・ジャバドフが担当したとされるが、アゼルバイジャン当局はこれを否定している。彼らは1993年秋に初めてアゼルバイジャンに到着し、1,500人から2,500人、または1,000人から3,000人の間であったとされる。アルメニアは、彼らがサウジアラビアから報酬を受けたと主張した。アフガニスタンのムジャヒディンは、戦争中に流入した外国人戦闘員の中で最も大きな割合を占めていた。約200人のグレイウルフは、1994年9月の時点で紛争地域にまだ存在し、アゼルバイジャン部隊の訓練に従事していた。
アルツァフとアルメニア
約85名のロシア・クバン・コサックと約30名のオセチア人義勇兵がアルメニア側で戦った。2011年5月、ヴァンク村に戦死した14人のクバンカザックを偲ぶカハカール（Khachkar）が開設された。オセチア人義勇兵は南オセチア（グルジア）と北オセチア（ロシア）の両方から集まったとされる。ディアスポラのアルメニア人志願者は12人以上、ディアスポラの戦闘員は4人が戦死した。デイヴィッド・リエフによれば、アルメニア革命連盟（ダシュナクス）のメンバーは、「相当数のディアスポラからの志願者を含み、戦闘と死闘の多くを行った」。アルメニア解放秘密軍（ASALA）の元メンバーも戦争に参加した。

### 外交支援

#### アルツァフとアルメニア
アルザフ（ナゴルノ・カラバフ共和国）は、特に2016年の衝突の際に、3つの部分承認国から外交的承認と外交的支援を受けている。アブハジア、南オセチア、トランスニストリアなど。
戦争中、ギリシャは親アルメニアの立場をとり、国際フォーラムで支援した。2016年4月と2020年7月の衝突の際、キプロスはアゼルバイジャンが停戦に違反したことを非難した。
アルメニアのレヴォン・テル＝ペトロシアン大統領は、1993年にギリシャ大使に、当時アルメニアにとって唯一の同盟国はフランスとロシアであると語ったと伝えられている。  2020 年に公開された米国国務省電報によると、フランスの国連大使ジャン=ベルナール・メリメは、国連安保理決議 822の文言を変更して、「アルメニア軍」ではなく「アルメニア地方軍」であると述べることに成功した。占領されたカルバハル。彼はまた、国連憲章の第7章（侵略行為）ではなく、第6章（平和的に解決されるべき紛争）の下でアルメニア人によるカルバハルの捕獲を扱うことを提案した。 

#### アゼルバイジャン
アゼルバイジャンはこの紛争において、いくつかの国や国際組織から明確な外交的支援を受けている。アゼルバイジャンの強力な外交的支援者はトルコとパキスタンであり、トルコはアゼルバイジャンを支援するためにアルメニアの独立を認めていない唯一の国連加盟国である。トルコの支援を受けた未承認の北キプロス（トルコ領キプロス）もアゼルバイジャンを支持している。イスラム協力機構（OIC）やトルコ評議会は、繰り返しアゼルバイジャンの立場を支持している。これらの組織の一部の加盟国、すなわちウズベキスタンやサウジアラビアは、独自に繰り返しアゼルバイジャンの立場を支持する声を上げている。一方、レバノンは、OICの親アゼルバイジャン決議を支持していない。
アゼルバイジャンは、領土紛争を抱えているソ連崩壊後の 3 つの国、つまりウクライナ、 ジョージア、 およびモルドバから、外交的支援、つまりその領土の完全性に対する支持を受けています。 これらの 3 つの国とアゼルバイジャンはGUAM組織を形成し、フォーマットにおけるアゼルバイジャンの立場もサポートしています。 コソボをめぐって独自の領土紛争を抱えているセルビアも、アゼルバイジャンの領土保全を明確に支持している。   
ソビエト後の他の2つの国、カザフスタンとベラルーシは、アルメニアとの名目上の同盟関係にもかかわらず、特にユーラシア経済連合(EEU)と集団安全保障条約機構(CSTO)内でのアゼルバイジャンの立場を暗黙のうちに支持している. 
パレスチナとイスラエル の両方が、アゼルバイジャンへの支持を表明しています。
2008年3月14日、国連総会は「アゼルバイジャンの領土保全を再確認し、同国の国際的に認められた国境への支持を表明し、同国のすべての占領地からアルメニア軍の即時撤退を要求する」決議を採択した。ほとんどの国が棄権または欠席する中、賛成39、反対7の賛成多数で採択された。賛成したのはイスラム教国（31カ国はOIC加盟国）がほとんどであった。非イスラム国には、ポストソビエトの3カ国が含まれていた。グルジア、モルドバ、ウクライナの3カ国と、その他の5カ国である。カンボジア、コロンビア、ミャンマー、セルビア、ツバルの5カ国である。つまり、OSCE加盟国7カ国、NATO加盟国1カ国（トルコ）、EU加盟国1カ国が支持したことになる。
アンゴラ、アルメニア、フランス、インド、ロシア、米国、バヌアツが反対した。  OSCE ミンスク グループの共同議長国 (フランス、米国、ロシア) は、決議に反対票を投じました。彼らは、「共同議長の提案をバランスの取れた全体として考慮せずに、他の原則を除外して、特定の[基本]原則のみを選択的に広めている」と主張した.共同議長国は、それを「和平プロセスを弱体化させる恐れがある」一方的な決議と呼んだが、「アゼルバイジャンの領土保全を支持し、したがってNKの独立を認めない」ことを再確認した. 

## 停戦と国際調停
1994年5月にロシアの仲介で停戦が成立し、それ以来、OSCEミンスクグループ（ロシア、米国、フランス）の仲介で、アルメニアとアゼルバイジャンの和平交渉が行われている。アゼルバイジャンは、ミンスクグループ（ロシア、米国、フランス）が親アルメニア的であると繰り返し非難してきた。1996年、フランスがOSCEによってミンスクグループの共同議長に選ばれたとき、アゼルバイジャンはOSCEに対し、フランスが親アルメニア的であると認識されているとして、その決定を再考するよう要請している。安全保障・開発政策研究所が、公式バクーの主要なロビイスト組織である欧州アゼルバイジャン協会（TEAS）から資金援助を受けているスヴァンテ・コーネルは、1997年にフランス、米国、ロシアが "紛争において多かれ少なかれアルメニアに偏っている "と主張している。2018年、アゼルバイジャンは、アメリカとフランスがアルザフのバコ・サハキアン大統領の訪日を許可したことで偏向していると非難した。